# Miss Paraíba 2013
Miss Paraíba 2013 foi a 56ª edição do tradicional concurso de beleza feminino de Miss Paraíba, válido para a disputa de Miss Brasil 2013, único caminho para o Miss Universo 2013. O evento é coordenado desde 2010 pelo publicitário Pedro Neto e teve transmissão ao vivo pela TV Clube João Pessoa direto do Teatro Municipal Severino Cabral, localizado em Campina Grande.  Dezenove (19) candidatas disputaram o título que pertencia à vencedora do ano passado, Natália Cristina Oliveira, que não compareceu ao evento devido ao seu descontentamento com o organizador da competição.  A vencedora foi a representante de Sousa,  Patrícia Curvelo dos Anjos. 

## Resultados

### Colocações
| Posição                 | Município e Candidata |
| Vencedora               | - Sousa - Patrícia dos Anjos |
| 2º. Lugar               | - João Pessoa - Laís Cavalcanti |
| 3º. Lugar               | - Campina Grande - Mariana Souto |
| 4º. Lugar               | - Piancó - Jamille Andrade[carece de fontes?] |
| 5º. Lugar               | - Cajazeiras - Natanha Albuquerque |
| (TOP 10) Semifinalistas | - Cabaceiras - Mayara Bandeira - Catolé do Rocha - Sttefany Dantas - Esperança - Larissa Alves - Itabaiana - Julliene Lima - Patos - Ana Kézya Alves |

### Prêmios especiais
O concurso distribuiu os seguintes prêmios às candidatas:
| Prêmio            | Município e Candidata              |
| Miss Simpatia     | - Cajazeiras - Natanha Albuquerque |
| Miss Fotogenia    | - Sumé - Brenda Suerda             |
| Miss Elegância    | - Piancó - Jamille Andrade         |
| Miss Melhor Corpo | - Sousa - Patricia Dos Anjos       |

### Ordem dos anúncios
| 1. Piancó 2. Cabaceiras 3. Esperança 4. Patos 5. Sousa 6. Cajazeiras 7. João Pessoa 8. Campina Grande 9. Itabaiana 10. Catolé do Rocha | 1. Sousa 2. Piancó 3. Campina Grande 4. Cajazeiras 5. João Pessoa |  |  |

## Jurados

### Final
Ajudaram a definir a campeã:
1. Gabriel Terceiro, missólogo;
2. Romériton Paulo, empresário;
3. JR, diretor do salão de beleza "JR";
4. Márcio Pachêco, gerente da "Vertiruje";
5. Elton Santana, apresentador da "TV Urgente";
6. Eduardo Moura, apresentador do "Aqui na Clube";
7. Pedro Jorge Aguiar, diretor da "Casa do Relojeiro";
8. Ricardo Gomes, gerente de relacionamento "Romanel";
9. José Araújo, coordenador da prefeitura de Campina Grande;
10. Saulo Pachêco, coordenador da prefeitura de Campina Grande;
11. Weber Marcolino, diretor da "Marcolino Construtora".
12. Rômulo Gouveia, vice-governador do Estado;
13. Jadna  ferraz, diretora da "Ultraje Noivas";
14. Paulo Henrique Mourão, missólogo;
15. João de Deus, diretor da "Tejise";
16. Dalva Gonçalves, odontóloga;

## Candidatas
As candidatas que disputaram o título:
| - Alagoa Nova - Pâmela Marinho - Bayeux - Ozilene Pedrosa - Cabaceiras - Mayara Bandeira - Cabedelo - Tamires Seeling - Cajazeiras - Natanha Albuquerque - Campina Grande - Mariana Souto - Catolé do Rocha - Sttefany Dantas | - Cuité - Mariama Montenegro - Esperança - Larissa Alves - Guarabira - Tatiane Alves - Itabaiana - Julliene Lima - João Pessoa - Laís Cavalcanti - Monteiro - Fernanda Ranyélle | - Patos - Ana Kézya Alves - Piancó - Jamille Andrade - Serra Branca - Nadinne Muniz - Sousa - Patricia dos Anjos - Sumé - Brenda Suerda - Uiraúna - Nicolli Viana |